# 5765 Izett
5765 Izett (1986 GU) là một tiểu hành tinh vành đai chính được phát hiện ngày 4 tháng 4 năm 1986 bởi C. S. Shoemaker ở Palomar.